# Фредерік Вільям Тру
Фредерік Вільям Тру (англ. Frederick William True 1858—1914) — американський біолог, перший головний куратор відділу біології (1897—1911) у Національному музеї США, який зараз є частиною Смітсонівського інституту.

## Життя та робота
Він народився в Міддлтауні, штат Коннектикут, у 1858 році. Він здобув ступінь бакалавра в Університеті Нью-Йорка в 1878 році, коли вступив на урядову службу США. Він був експертом — спеціальним агентом з питань рибальства під час 10-го перепису населення 1879 року. У 1881 році Тру почав працювати клерком у Національному музеї США. Того року він став бібліотекарем і виконувачем обов'язки куратора відділу ссавців, які обіймав до 1883 року. Тру був куратором відділу ссавців у Національному музеї США (1883—1909), куратором відділу порівняльної анатомії (1885—1890), виконавчим куратором (1894—1897), головним куратором відділу біології (1897—1911) та помічником секретаря, відповідальним за бібліотеку та службу міжнародного обміну (1911—1914). 2 березня 1900 року його призначено до ради директорів Американського філософського товариства, членом якого він уже був.
Він розпочав свою кар'єру з вивчення безхребетних, але поганий зір змусив його відмовитися від досліджень за допомогою мікроскопа, і він звернувся до вивчення китоподібних та їхніх родичів. Дзьобоносний кит Тру, полівка Тру та землерийний кріт Тру були названі на честь науковця і мають народні назви на його честь.
Він одружився з Луї Елвіною Прентісс у 1887 році, і на момент його смерті двоє їхніх дітей були живими.

## Праці
- Review of the Family of Delphinidae
- Whalebone Whales of the Western North Atlantic (1904)
- Observations on Living White Whales (1911)